# Kanadski hokejski pokal 1991
Kanadski hokejski pokal 1991 je bil peti tovrstni mednarodni reprezentančni hokejski turnir, ki je potekal med 31. avgustom in 16. septembrom 1991. Po rednem delu, v katerem je vsaka od reprezentanc odigrala po pet tekem, so se v polfinale uvrstile kanadska, ameriška, finska in švedska reprezentanca, v finalu pa je domača kanadska reprezentanca premagala ameriško z 2:0 v zmagah. To je bil zadnji Kanadski hokejski pokal, nadomestil ga je Svetovni hokejski pokal, ki je prvič potekal leta 1996.

## Postave
Kanada
- Drsalci: Paul Coffey, Shayne Corson, Russ Courtnall, Éric Desjardins, Theoren Fleury, Dirk Graham, Wayne Gretzky, Dale Hawerchuk, Steve Larmer, Eric Lindros, Al MacInnis, Mark Messier, Larry Murphy, Luc Robitaille, Brendan Shanahan, Steve Smith, Scott Stevens, Brent Sutter, Mark Tinordi, Rick Tocchet
- Vratarji: Ed Belfour, Sean Burke, Bill Ranford
- Trenerji: Mike Keenan, Pat Burns, Brian Sutter, Tom Webster, Tom Watt

 Češkoslovaška
- Drsalci: Jergus Baca, Josef Beranek, Zdeno Ciger, Leo Gudas, Petr Hrbek, Jaromír Jágr, Tomas Jelinek, Kamil Kastak, Lubomir Kolnik, Robert Kron, František Kučera, Frantisek Musil, Žigmund Pálffy, Michal Pivoňka, Kamil Prachar, Robert Reichel, Martin Ručinský, Jiri Slegr, Richard Smehlik, Richard Zemlicka
- Vratarji: Dominik Hašek, Milan Hnilicka, Oldrich Svoboda
- Trenerja: Ivan Hlinka, Jaroslav Walter

 Finska
- Drsalci: Kari Eloranta, Pasi Huura, Hannu Järvenpää, Iiro Järvi, Timo Jutila, Jarmo Kekalainen, Jari Kurri, Janne Laukkanen, Jyrki Lumme, Teppo Numminen, Janne Ojanen, Timo Peltomaa, Arto Ruotanen, Christian Ruuttu, Teemu Selänne, Ville Siren, Petri Skriko, Raimo Summanen, Esa Tikkanen, Pekka Tirkkonen
- Vratarja: Markus Ketterer, Jukka Tammi
- Trenerja: Pentti Matikainen, Sakari Pietila

 Švedska
- Drsalci: Tommy Albelin, Mikael Andersson, Niklas Andersson, Peter Andersson, Charlies Berglund, Jonas Bergqvist, Ulf Dahlén, Lars Edström, Tomas Forslund, Johan Garpenlöv, Calle Johansson, Nicklas Lidström, Mats Näslund, Thomas Rundqvist, Börje Salming, Kjell Samuelsson, Ulf Samuelsson, Tomas Sandström, Thomas Steen, Mats Sundin
- Vratarji: Fredrik Andersson, Rolf Ridderwall, Tommy Söderström
- Trenerja: Conny Evensson, Curt Lundmark

 ZDA
- Drsalci: Doug Brown, Chris Chelios, Dave Christian, Tony Granato, Kevin Hatcher, Brett Hull, Craig Janney, Jim Johnson, Pat Lafontaine, Brian Leetch, Kevin Miller, Mike Modano, Joe Mullen, Ed Olczyk, Joel Otto, Jeremy Roenick, Gary Suter, Eric Weinrich, Craig Wolanin, Randy Wood
- Vratarji: Pat Jablonski, Mike Richter, John Vanbiesbrouck
- Trenerji: Bob Johnson, Tim Taylor, Mike Eaves, Jay Leach, Joe Bertagna.

 Sovjetska zveza
- Drsalci: Vjačeslav Bucajev, Sergej Fjodorov, Dimitrij Filimonov, Aleksander Galčenjuk, Viktor Gordjuk, Aleksej Gusarov, Aleksej Kasatonov, Ravil Hajdarov, Igor Koroljev, Andrej Kovalenko, Vjačeslav Kozlov, Igor Kravčuk, Andrej Lomakin, Vladimir Malahov, Dimitrij Mironov, Vitalij Prohorov, Aleksander Semak, Mihail Tatarinov, Aleksej Jamnov, Aleksej Žitnik
- Vratarji: Aleksej Marjin, Mihail Štalenkov, Andrej Trefilov
- Trenerji: Viktor Tihonov, Igor Dimitrijev, Vladimir Jurzinov

## Tekme

### Redni del
T-tekme, Z-zmage, N-neodločeni izidi, P-porazi, GR-gol razlika, DG-doseženi goli, PG-prejeti goli, T-točke.
| Reprezentanca   | T | Z | N | P | DG | PG | +/- | T |
| --------------- | - | - | - | - | -- | -- | --- | - |
| Kanada          | 5 | 3 | 2 | 0 | 21 | 11 | 10  | 8 |
| ZDA             | 5 | 4 | 0 | 1 | 19 | 15 | 4   | 8 |
| Finska          | 5 | 2 | 1 | 2 | 10 | 13 | -3  | 5 |
| Švedska         | 5 | 2 | 0 | 3 | 13 | 17 | -4  | 4 |
| Sovjetska zveza | 5 | 1 | 1 | 3 | 14 | 14 | 0   | 3 |
| Češkoslovaška   | 5 | 1 | 0 | 4 | 11 | 18 | -7  | 2 |

| 31. avgust 1991 | Kanada | 2–2 | Finska | Toronto |

| Poročilo tekme      | Poročilo tekme | Poročilo tekme | Poročilo tekme | Poročilo tekme |
| ------------------- | -------------- | -------------- | -------------- | -------------- |
| Začetek: ni podatka |                |                |                |                |

| 31. avgust 1991 | ZDA | 6–3 | Švedska | Pittsburgh |

| Poročilo tekme      | Poročilo tekme | Poročilo tekme | Poročilo tekme | Poročilo tekme |
| ------------------- | -------------- | -------------- | -------------- | -------------- |
| Začetek: ni podatka |                |                |                |                |

| 31. avgust 1991 | Češkoslovaška | 5–2 | Sovjetska zveza | Saskatoon |

| Poročilo tekme      | Poročilo tekme | Poročilo tekme | Poročilo tekme | Poročilo tekme |
| ------------------- | -------------- | -------------- | -------------- | -------------- |
| Začetek: ni podatka |                |                |                |                |

| 2. september 1991 | Kanada | 6–3 | ZDA | Hamilton |

| Poročilo tekme      | Poročilo tekme | Poročilo tekme | Poročilo tekme | Poročilo tekme |
| ------------------- | -------------- | -------------- | -------------- | -------------- |
| Začetek: ni podatka |                |                |                |                |

| 2. september 1991 | Švedska | 3–2 | Sovjetska zveza | Montréal |

| Poročilo tekme      | Poročilo tekme | Poročilo tekme | Poročilo tekme | Poročilo tekme |
| ------------------- | -------------- | -------------- | -------------- | -------------- |
| Začetek: ni podatka |                |                |                |                |

| 2. september 1991 | Finska | 1–0 | Češkoslovaška | Saskatoon |

| Poročilo tekme      | Poročilo tekme | Poročilo tekme | Poročilo tekme | Poročilo tekme |
| ------------------- | -------------- | -------------- | -------------- | -------------- |
| Začetek: ni podatka |                |                |                |                |

| 5. september 1991 | Kanada | 4–1 | Švedska | Toronto |

| Poročilo tekme      | Poročilo tekme | Poročilo tekme | Poročilo tekme | Poročilo tekme |
| ------------------- | -------------- | -------------- | -------------- | -------------- |
| Začetek: ni podatka |                |                |                |                |

| 5. september 1991 | ZDA | 4–2 | Češkoslovaška | Detroit |

| Poročilo tekme      | Poročilo tekme | Poročilo tekme | Poročilo tekme | Poročilo tekme |
| ------------------- | -------------- | -------------- | -------------- | -------------- |
| Začetek: ni podatka |                |                |                |                |

| 5. september 1991 | Sovjetska zveza | 6–1 | Finska | Hamilton |

| Poročilo tekme      | Poročilo tekme | Poročilo tekme | Poročilo tekme | Poročilo tekme |
| ------------------- | -------------- | -------------- | -------------- | -------------- |
| Začetek: ni podatka |                |                |                |                |

| 7. september 1991 | Kanada | 6–2 | Češkoslovaška | Montréal |

| Poročilo tekme      | Poročilo tekme | Poročilo tekme | Poročilo tekme | Poročilo tekme |
| ------------------- | -------------- | -------------- | -------------- | -------------- |
| Začetek: ni podatka |                |                |                |                |

| 7. september 1991 | ZDA | 2–1 | Sovjetska zveza | Chicago |

| Poročilo tekme      | Poročilo tekme | Poročilo tekme | Poročilo tekme | Poročilo tekme |
| ------------------- | -------------- | -------------- | -------------- | -------------- |
| Začetek: ni podatka |                |                |                |                |

| 7. september 1991 | Finska | 3–1 | Švedska | Hamilton |

| Poročilo tekme      | Poročilo tekme | Poročilo tekme | Poročilo tekme | Poročilo tekme |
| ------------------- | -------------- | -------------- | -------------- | -------------- |
| Začetek: ni podatka |                |                |                |                |

| 9. september 1991 | Kanada | 3–3 | Sovjetska zveza | Québec |

| Poročilo tekme      | Poročilo tekme | Poročilo tekme | Poročilo tekme | Poročilo tekme |
| ------------------- | -------------- | -------------- | -------------- | -------------- |
| Začetek: ni podatka |                |                |                |                |

| 9. september 1991 | ZDA | 4–3 | Finska | Chicago |

| Poročilo tekme      | Poročilo tekme | Poročilo tekme | Poročilo tekme | Poročilo tekme |
| ------------------- | -------------- | -------------- | -------------- | -------------- |
| Začetek: ni podatka |                |                |                |                |

| 9. september 1991 | Švedska | 5–2 | Češkoslovaška | Toronto |

| Poročilo tekme      | Poročilo tekme | Poročilo tekme | Poročilo tekme | Poročilo tekme |
| ------------------- | -------------- | -------------- | -------------- | -------------- |
| Začetek: ni podatka |                |                |                |                |

### Zaključni boji

#### Polfinale
| 11. september 1991 | ZDA | 7–3 | Finska | Hamilton |

| Poročilo tekme      | Poročilo tekme | Poročilo tekme | Poročilo tekme | Poročilo tekme |
| ------------------- | -------------- | -------------- | -------------- | -------------- |
| Začetek: ni podatka |                |                |                |                |

| 12. september 1991 | Kanada | 4–0 | Švedska | Toronto |

| Poročilo tekme      | Poročilo tekme | Poročilo tekme | Poročilo tekme | Poročilo tekme |
| ------------------- | -------------- | -------------- | -------------- | -------------- |
| Začetek: ni podatka |                |                |                |                |

#### Finale
Igralo se je na dve zmagi.
| 14. september 1991 | Kanada | 4–1 | ZDA | Montréal |

| Poročilo tekme      | Poročilo tekme | Poročilo tekme | Poročilo tekme | Poročilo tekme |
| ------------------- | -------------- | -------------- | -------------- | -------------- |
| Začetek: ni podatka |                |                |                |                |

| 16. september 1991 | Kanada | 4–2 | ZDA | Hamilton |

| Poročilo tekme      | Poročilo tekme | Poročilo tekme | Poročilo tekme | Poročilo tekme |
| ------------------- | -------------- | -------------- | -------------- | -------------- |
| Začetek: ni podatka |                |                |                |                |

## Končni vrsti red
1. Kanada
2. ZDA
3. Finska
4. Švedska
5. Sovjetska zveza
6. Češkoslovaška

## Najboljši strelci
T-tekme, G-goli, P-podaje, T-točke.
| Igralec          | T | G | P | T  |
| ---------------- | - | - | - | -- |
| Wayne Gretzky    | 7 | 4 | 8 | 12 |
| Steve Larmer     | 8 | 6 | 5 | 11 |
| Brett Hull       | 8 | 2 | 7 | 9  |
| Mike Modano      | 8 | 2 | 7 | 9  |
| Mark Messier     | 8 | 2 | 6 | 8  |
| Paul Coffey      | 8 | 1 | 6 | 7  |
| Jeremy Roenick   | 8 | 4 | 2 | 6  |
| Craig Janney     | 8 | 4 | 2 | 6  |
| Al MacInnis      | 8 | 2 | 4 | 6  |
| Mats Sundin      | 6 | 2 | 4 | 6  |
| Christian Ruuttu | 6 | 1 | 5 | 6  |
| Eric Lindros     | 8 | 3 | 2 | 5  |
| Petri Skriko     | 6 | 3 | 2 | 5  |
| Dale Hawerchuk   | 8 | 2 | 3 | 5  |
| Kevin Miller     | 8 | 2 | 3 | 5  |

## Idealna postava
- Vratar:  Bill Ranford (tudi MVP)
- Branilca: 
  -  Al MacInnis
  -  Chris Chelios
- Napadalci:
  -  Wayne Gretzky
  -  Mats Sundin
  -  Jeremy Roenick